# 2806 Грац
2806 Грац (2806 Graz) — астероїд головного поясу, відкритий 7 квітня 1953 року.
Тіссеранів параметр щодо Юпітера — 3,537.